# Joseph Lewinsky

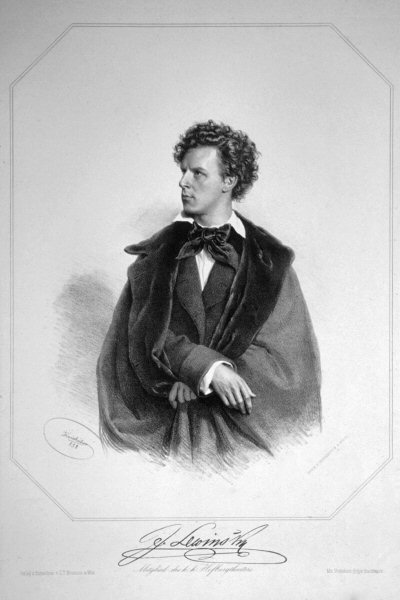
Joseph Lewinsky, Lithographie von Josef Kriehuber, 1858

Joseph Lewinsky (* 20. September 1835 in Wien; † 27. Februar 1907 ebenda) war ein österreichischer Schauspieler.

## Leben
Joseph Lewinsky stammte aus einer Handwerkerfamilie; sein Vater war Kürschner. Seine Schulzeit absolvierte er am Schottengymnasium seiner Heimatstadt. Dem Schottenstift, an das seine Schule angeschlossen war, diente er während dieser Zeit auch als Chorknabe. Im Jahr 1852 konnte er mithilfe des Komparserie-Inspektors des Burgtheaters, Wilhelm Just, dort als Statist arbeiten.
Lewinsky arbeitete sich hoch und am 17. Mai 1855 hatte er im Stück Der Journalist sein erfolgreiches Debüt am Theater an der Wien. Ab Herbst 1855 nahm er ein Engagement am Stadttheater Troppau an und im Sommer des darauffolgenden Jahres wechselte er nach Bielitz. Von November 1856 bis 27. März 1858 war er Ensemblemitglied des Theaters von Brünn; seinen größten Erfolg hatte er dort in der Rolle des „Kreutzers“.
Dort sah ihn auch der Schauspieler Heinrich Marr und machte 1858 Heinrich Laube auf Lewinsky aufmerksam. Dieser ließ ihn vorsprechen und nahm Lewinsky anschließend bis 1861 unter Vertrag. Am 4. Mai 1858 sah man ihn zum ersten Mal auf der Bühne des Burgtheaters in der Rolle des „Franz Moor“ in Schillers Räubern. Das Publikum war begeistert und auch Theaterkritiker, allen voran die Söhne Fürst Konstanty Adam Czartoryskis, feierten ihn in ihrer Theaterzeitung enthusiastisch. Als 1861 sein Vertrag erfüllt war, wurde Lewinsky sofort auf Lebenszeit Mitglied des Hofburgtheaters.

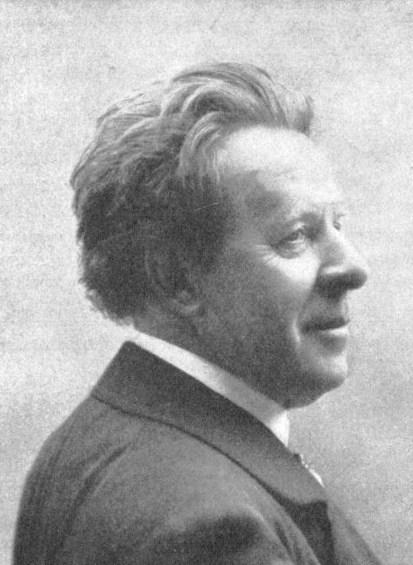
Joseph Lewinsky (1900)

Im Jahr 1861 gab er einige bemerkenswerte Gastspiele in München und Breslau. Im Jahr seines 30. Geburtstages wurde Lewinsky – mit Wirkung vom 22. Januar 1865 – per kaiserlichem Dekret mit dem Titel „Wirklicher Hofschauspieler“ geehrt. In den 1860er und 1870er Jahren trat er in Berlin in mehreren Theaterhäusern auf.
Im Jahr 1875 heiratete Lewinsky in Wien in zweiter Ehe seine Kollegin und Schauspielerin Olga Precheisen. Aus dieser Ehe stammt die Schauspielerin und Opernsängerin Elsa Lewinsky.
Bis an sein Lebensende wirkte Lewinsky als Schauspieler am Hoftheater, unterbrochen nur noch von einigen wenigen Gastspielen, unter anderem in Moskau, Berlin und Sankt Petersburg. Neben seiner hauptsächlichen Arbeit als Schauspieler wirkte er zeitweise auch als Regisseur und trat auf verschiedenen Soiréen als Deklamator auf. Von dieser Tätigkeit sind auch Tonaufnahmen erhalten.
Aus Anlass seines 70. Geburtstages erschien im Berliner Tageblatt eine Laudatio unter dem Titel Meister Josefius.
Im Alter von 71 Jahren starb Joseph Lewinsky am 27. Februar 1907 und fand seine letzte Ruhestätte auf dem evangelischen Friedhof Wien-Simmering (I, 489). Dort ist auch seine Gattin Olga Precheisen begraben. Im Jahr 1920 wurde in Wien-Ottakring (16. Bezirk) die Lewinskygasse nach ihm benannt.

## Trivia
Sein Exlibris trägt das Motto: „Explorate omnia, retinete bonum“ („Erforscht alles und behaltet das Gute.“; 1.Thessalonicher 5,21).

## Auswahl seiner Deklamationen
- Der Zauberlehrling (Johann Wolfgang von Goethe)
- Zlatorog (Rudolf Baumbach)
- Lenore (Ballade) (Gottfried August Bürger)
- Der Strike der Schmiede (Max Josef Beer)
- Held Janos und andere Balladen und Gedichte von Sándor Petőfi

## Rollen (Auswahl)

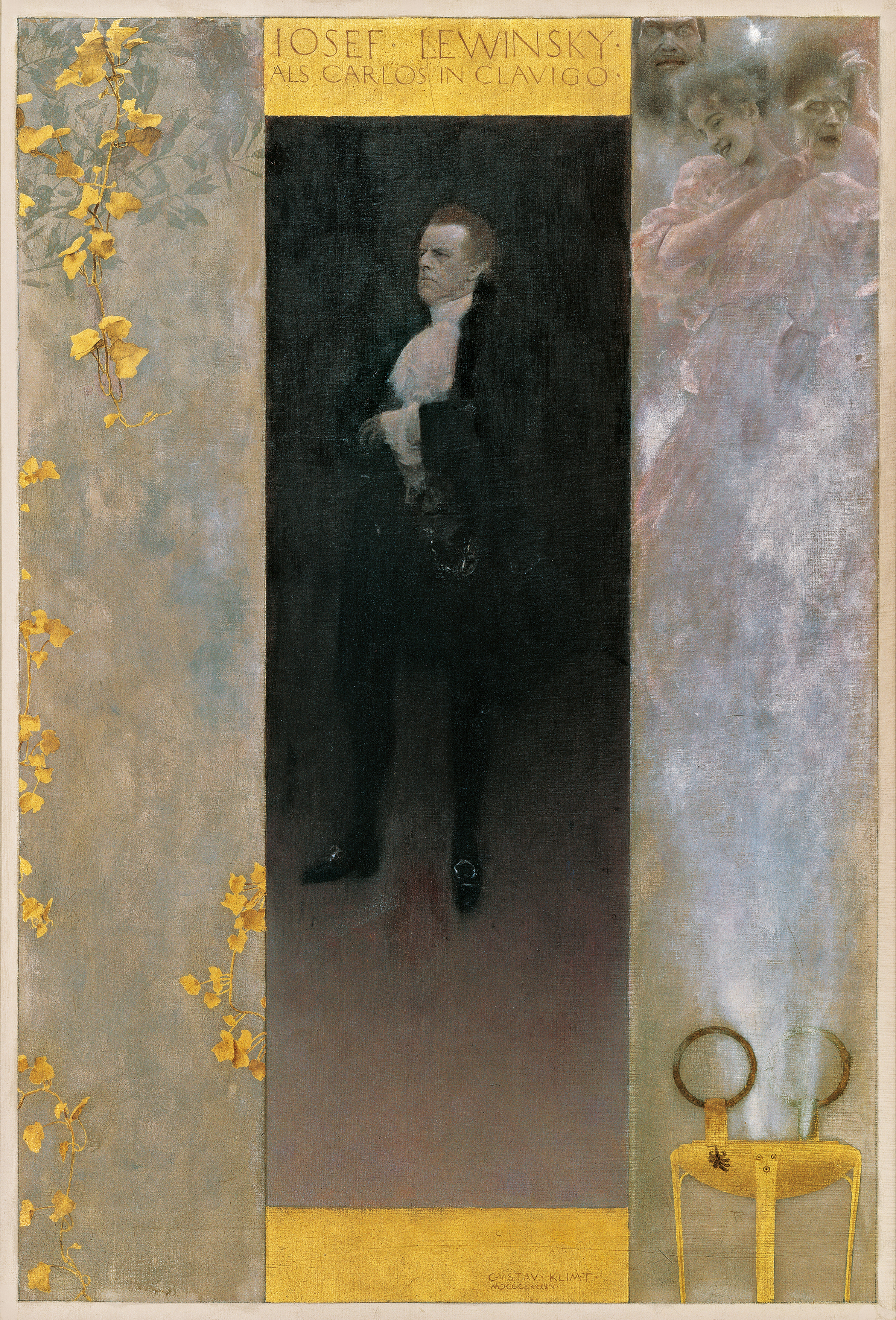
Gustav Klimt: Josef Lewinsky als Carlos in Clavigo, 1895, Belvedere, Wien

Von der Natur war Lewinsky in Bezug auf Figur und Organ mit keineswegs bestechenden Mitteln ausgestattet, aber die große Anerkennung, die er nicht nur in Wien, sondern auch bei zahlreichen Gastspielen gefunden hatte, beweist, wie Lewinsky durch geistige Vorzüge diese Mängel zu ersetzen wusste. Sein 200 Rollen umfassendes Repertoire enthielt alle ersten Charakterrollen.
- Franz Moor – Die Räuber (Friedrich Schiller)
- Carlos – Clavigo (Johann Wolfgang von Goethe)
- Muley Hassan – Die Verschwörung des Fiesco zu Genua (Friedrich Schiller)
- Attinghausen – Wilhelm Tell (Friedrich Schiller)
- Tischlermeister Anton – Maria Magdalena (Friedrich Hebbel)
- René Cardillac – Das Fräulein von Scuderi (E. T. A. Hoffmann)
- Planus – Fromont & Risler (Alphonse Daudet)
- Jago – Othello (William Shakespeare)
- Richard III. – Richard III. (William Shakespeare)
- Wurzelsepp – Der Pfarrer von Kirchfeld (Ludwig Anzengruber)
- Matthias – Der Meineidbauer (Ludwig Anzengruber)
- Grillhofer – Der G’wissenswurm (Ludwig Anzengruber)
- Reitknecht – Die Schuld (Adolf Müllner)
- Naukleros – Hero und Leander (Franz Grillparzer)
- Conti – Emilia Galotti (Gotthold Ephraim Lessing)
- Kreutzer – Cato von Eisen (Heinrich Laube)

## Schüler (Auswahl)
- Carl Blankenstein, Hermine Claar-Delia, Maria Ortwin, Karl Streitmann, Adolf Fischer

## Briefe
- Briefwechsel Clara Schumanns mit Maria und Richard Fellinger, Anna Franz geb. Wittgenstein, Max Kalbeck und anderen Korrespondenten in Österreich, hrsg. von Klaus Martin Kopitz, Anselm Eber und Thomas Synofzik (= Schumann-Briefedition, Serie II, Band 4), Köln 2020, S. 681–713